# Haemodorum
Haemodorum es un género de plantas de la familia Haemodoraceae. Tiene veinte especies.  Es originario de Nueva Guinea hasta Australia. Comprende 28 especies descritas y de estas, solo 20 aceptadas.

## Taxonomía
El género fue descrito por  James Edward Smith y publicado en Transactions of the Linnean Society of London 4: 213. 1798. La especie tipo es: Haemodorum corymbosum Vahl

## Especies aceptadas
A continuación se brinda un listado de las especies del género Haemodorum aceptadas hasta mayo de 2014, ordenadas alfabéticamente. Para cada una se indica el nombre binomial seguido del autor, abreviado según las convenciones y usos. 
- Haemodorum austroqueenslandicum Domin, Biblioth. Bot. 85: 527 (1915).
- Haemodorum brevicaule F.Muell., Fragm. 1: 64 (1858).
- Haemodorum brevisepalum Benth., Fl. Austral. 6: 420 (1873).
- Haemodorum coccineum R.Br., Prodr.: 300 (1810).
- Haemodorum corymbosum Vahl, Enum. Pl. 2: 179 (1805).
- Haemodorum discolor T.D.Macfarl., in Fl. Australia 45: 464 (1987).
- Haemodorum distichophyllum Hook., Hooker's Icon. Pl. 9: t. 866 (1851).
- Haemodorum ensifolium F.Muell., Fragm. 1: 64 (1858).
- Haemodorum gracile T.D.Macfarl., in Fl. Australia 45: 464 (1987).
- Haemodorum laxum R.Br., Prodr.: 300 (1810).
- Haemodorum leptostachyum Benth., Fl. Austral. 6: 423 (1873).
- Haemodorum longifolium W.Fitzg., J. Proc. Roy. Soc. Western Australia 3: 127 (1918).
- Haemodorum loratum T.D.Macfarl., in Fl. Australia 45: 464 (1987).
- Haemodorum paniculatum Lindl., Sketch Veg. Swan R.: 44 (1839).
- Haemodorum simplex Lindl., Sketch Veg. Swan R.: 44 (1839).
- Haemodorum simulans F.Muell., Fragm. 7: 117 (1871).
- Haemodorum sparsiflorum F.Muell., Fragm. 7: 117 (1871).
- Haemodorum spicatum R.Br., Prodr.: 300 (1810).
- Haemodorum tenuifolium A.Cunn. ex Benth., Fl. Austral. 6: 423 (1873).
- Haemodorum venosum- T.D.Macfarl., in Fl. Australia 45: 464 (1987).